# Aurora Simionescu
Aurora Simionescu (n. 1983, Brăila, România) este un astrofizician român care și-a susținut doctoratul la Institutul „Max-Planck” din Germania. Ea este prima persoană de altă origine, naționalitate sau etnie decât japoneză care să ocupe poziția de profesor colaborator al Agenției Spațiale Japoneze. Autoarea volumului științific intitulat "AGN-ICM Interaction in Nearby Cool Core Clusters: Energetics and Transport Processes".

## Biografie
Este fiica primarului de Brăila și fostului senator Aurel Gabriel Simionescu.
Aurora Simionescu a urmat cursurile Colegiului Național „Gheorghe Munteanu Murgoci” din Brăila. În clasa a XI-a a fost selectată (împreună cu alți 500 de elevi) dintre 11.000 de elevi pentru o bursă de studii de un an în Statele Unite ale Americii, la Deerfield Academy din Massachusetts. Aici a obținut peste 90 de puncte din 100 posibile.
În clasa a XII-a a liceului și-a descoperit pasiunea pentru astrofizică, datorită unei cărție primite cadou de la mama sa: Astronomy: The Structure of the Universe [„Astronomie: Structura Universului”] de William J. Kaufmann.
În intervalul 2002-2005, Aurora Simionescu și-a făcut studiile de licență în geoștiințe și astrofizică, la Jacobs University Bremen din Germania, absolvite cu calificativul magna cum laude. Din 2005 a început un doctorat la Max-Planck-Institut für extraterrestrische Physik (în română Institutul „Max Planck” pentru fizică extraterestră) din Garching (Germania). A făcut parte dintr-o echipă de cercetători care au putut pentru prima dată observa unul din filamentele de gaz care leagă roiurile de galaxii, filamente a căror existență fusese dedusă teoretic cu circa zece ani înainte ca echipa formată în jurul lui Alexis Finoguenov să le poată observa prin măsurători cu telescopul spațial (pe bază de raze Röntgen) XMM-Newton.
Între 2014-2018 a fost bursieră și apoi profesoară asociată la Jaxa (Agenția Spațială Japoneză)